# Aido pai
Els aido pai o secoya són un grup ètnic amerindi que habita a part de l'Amazònia equatoriana i peruana. A l'Equador viuen als marges dels rius Eno, Napo, Aguarico i Cuyabeno, mentre que al Perú viuen als marges dels rius Yubineto, Yaricaya, Angusilla i Santa María. Parlen la llengua secoya, que forma part de les llengües tucanes.Al Perú sumaven uns 787 individus.

## Història
En 1599 els missioners jesuïtes van descriure als secoya o tucanos occidentals com "encabellados". El contacte amb aquesta ètnia es va incrementar fins a assolir el seu apogeu entre 1709 i 1769, quan els jesuïtes van arribar a comptabilitzar 17 pobles entre els rius Aguarico i Napo. Aquest apogeu de les relacions entre els secoya i els jesuïtes acaba amb l'aixecament indígena de 1744, de tal manera que en 1769 només quedaven dues missions d'"encabellados".
Durant el segle xix se'ls comença a denominar "piojés" i l'activitat missionera va ser molt reduïda. Es registren intercanvis comercials esporàdics.
La febre del cautxú an la zona, a la fi del segle xix, va deixar als aido pai amb greus baixes demogràfiques a causa del sistema de peonatge i endeutament que els va afectar fins als anys 1940.
El 1941 va esclatar la guerra entre el Perú i l'Equador, per la qual cosa els secoya van iniciar una migració cap a l'interior. El 1969 s'instal·la l'educació escolaritzada per aquesta ètnia.

## Organització
Els aido pai s'organitzen en llinatges exògams patrilineals. Els membres d'un patrilinatge habiten en una sola casa multifamiliar de planta oval on el més ancià dirigeix rituals xamànics.
En el cas particular dels secoya del territori peruà, la norma obliga els homes a casar dones d'un altre patrilinatge, on es prefereix a les cosines creuades (filla del germà de la mare o fill de la germana del pare).
S'ha notat la pèrdua progressiva de la tradició de les cases ovals multifamiliars per a donar pas a habitatges unifamiliars associats al nom d'un riu.